# Fritz Burmann

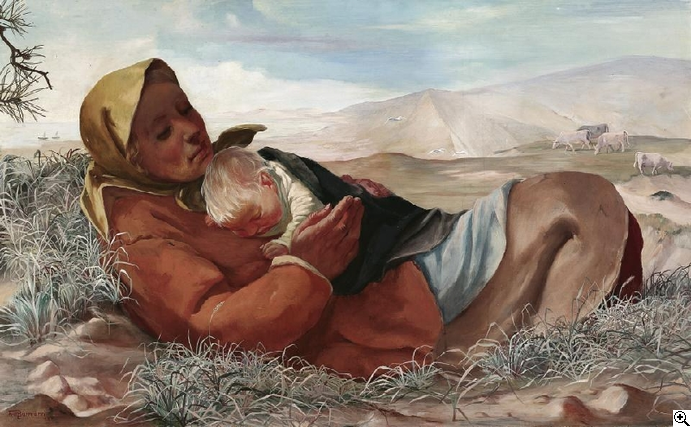
Mutter Erde (1938)

Fritz Burmann (* 11. August 1892 in Wiedenbrück; † 20. September 1945 in Ingolstadt) war ein deutscher Maler.

## Leben

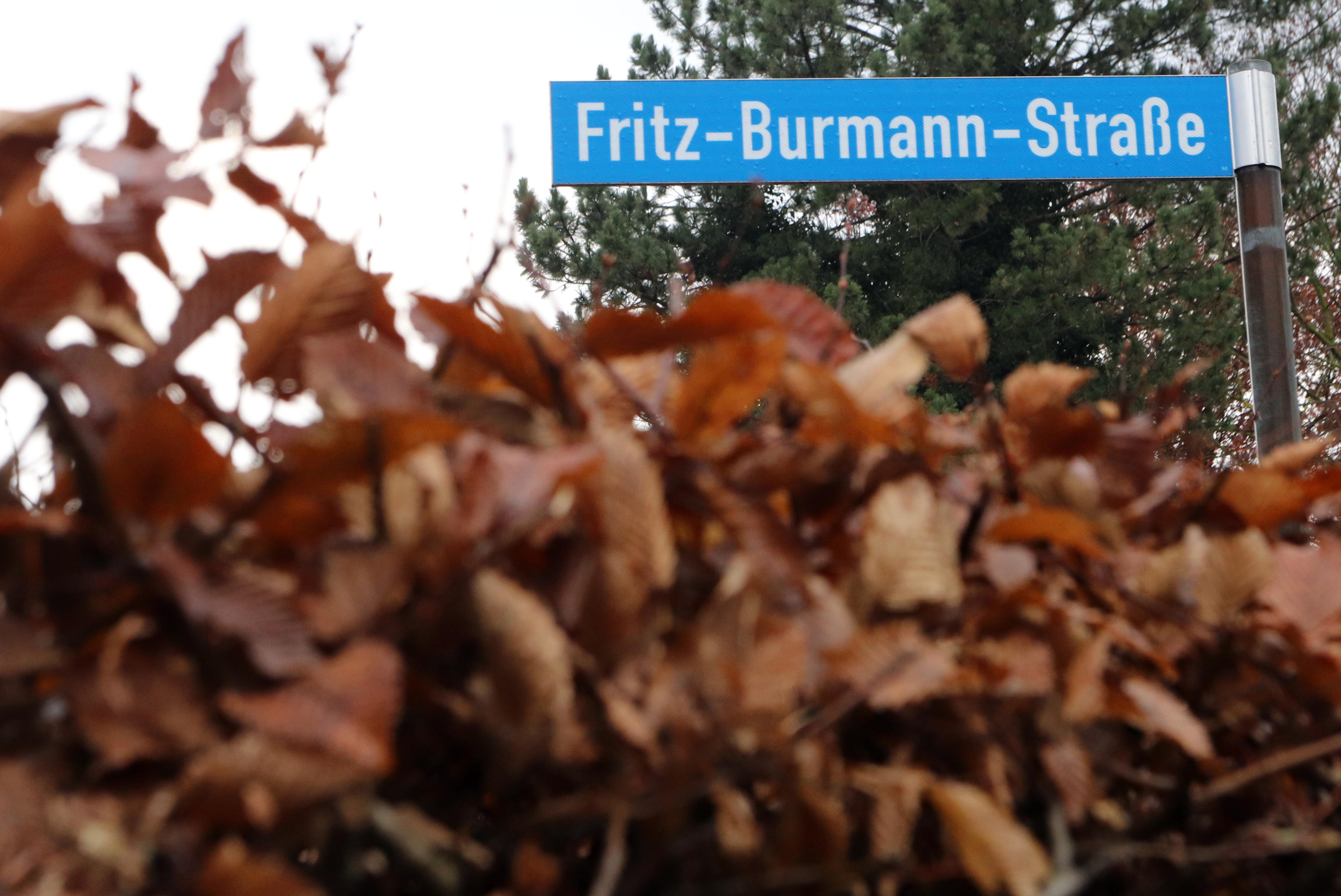
Fritz-Burmann-Straße in Rheda-Wiedenbrück

Von 1906 bis 1910 machte er eine Lehre als Maler im Atelier des Wiedenbrücker Malers Heinrich Repke. Daran schlossen sich von 1909 bis 1912 Studienjahre an der Kunstakademie Düsseldorf und von 1910 bis 1914 bei dem Historien- und Kirchenmaler Heinrich Nüttgens (1866–1951) in Angermund bei Düsseldorf an. Hier erlernte Burmann die Techniken der Glas- und Wandmalerei. Nach dem Besuch der Akademie in Düsseldorf und München, wo er bei Heinrich Knirr studierte, führten ihn Studienreisen nach Italien, Frankreich, Belgien und Litauen. Nach seiner Rückkehr wurde Burmann Meisterschüler bei August Deusser. Am Ersten Weltkrieg nahm er als Soldat teil. Um 1920 schloss er sich mit Werner Peiner und Richard Gessner zum „Dreimann-Bund“ zusammen. Bis 1926 wohnhaft in Düsseldorf-Oberkassel Kaiser-Wilhelm-Ring, fertigte Burmann für das „Planetarium“ der GeSoLei, erbaut durch den Architekten Wilhelm Kreis, das Zwickelbild „Architekt und Baumeister“, welches in der heutigen Tonhalle nicht mehr vorhanden ist.
1926 wurde er Professor an der Kunstakademie von Königsberg und leitete für zehn Jahre eine Meisterklasse. Einer seiner Studenten 1931/1932 war Hubert Berke, der im Nachkriegsdeutschland einer der wichtigen Maler des deutschen Informels wurde.
Fritz Burmann war Mitglied im Deutschen Künstlerbund. 1933 wurde er zum ordentlichen Mitglied der Preussischen Akademie der Künste ernannt. Von 1936 bis zu seinem Tode war Burmann Professor an der Preußischen Akademie der Künste in Berlin.
In seinem eigenen Schaffen (Gemälde, Kirchenfenster) hat Burmann nie die Gegenständlichkeit verlassen.
In der Zeit des Nationalsozialismus war Burmann Mitglied der Reichskammer der bildenden Künste. Für diese Zeit ist seine Teilnahme an 41 Ausstellung sicher belegt, darunter 1939 die Große Deutsche Kunstausstellung in München, auf der Hitler Burmanns Bild Blick aufs Meer für 1.800 RM erwarb. Die frühen expressionistischen Werke Burmanns galten als „entartet“, und 1937 wurden im Rahmen der deutschlandweiten konzertierten Aktion „Entartete Kunst“ fünf seiner Werke aus öffentlichen Sammlungen beschlagnahmt.
Zu Ehren von Fritz Burmann wurde in seiner Heimatstadt, dem heutigen Rheda-Wiedenbrück, eine Straße nach ihm benannt.

## Werke (Auswahl)

### 1937 als „entartet“ aus öffentlichen Sammlungen beschlagnahmte Werke
- Familie (Öl auf Leinwand, um 1923; Kunstsammlungen der Stadt Düsseldorf; zerstört)[17]
- Wasserträgerin (Aquarell; Kunstsammlungen der Stadt Königsberg; 1940 zur „Verwertung“ auf dem Kunstmarkt an den Kunsthändler Bernhard A. Böhmer, Verbleib unbekannt)
- Armenhäuslerin/Alte Frau am Fenster (Öl auf Leinwand, 70,2 × 60,5 cm, 1924; Kunstsammlungen der Stadt Königsberg; zerstört)[18]
- Alte Frau (Zeichnung; Vestisches Museum Recklinghausen; zerstört)

Aus der Nationalgalerie Berlin im Kronprinzenpalais wurde das Stillleben mit Kakteen (Öl auf Holz, 66,5 × 53,5 cm, 1925) beschlagnahmt, dann aber zurückgegeben.

### Weitere Werke (Auswahl)
- Das Mädchen
- Mutter mit Kind
- Frauen in italienischer Landschaft
- Blonde Familie
- Alte Frau am Fenster
- Familie, 1923[20]
- Blick aufs Meer, 1939